# Vaibhāṣika
Sarvastivada-Vaibhāṣika (em sânscrito:  सर्वास्तिवाद-वैभाषिक), também simplesmente Vaibhāṣika (वैभाषिक), que pode ser aportuguesado Vaibáchica ou Vaibásica, refere-se a uma antiga tradição budista de Abhidharma (filosofia budista escolástica) que foi muito influente no norte da Índia, especialmente na Caxemira. Em vários textos, eles se referiam à sua tradição como Yuktavāda (a doutrina da lógica), e outro nome para eles era Hetuvāda. A escola Vaibhāṣika foi um subgrupo influente da escola maior Sarvāstivāda. Eles foram distinguidos de outras sub-escolas sarvastivadas como os Sautrāntika e os "Mestres Ocidentais" de Gandara e Báctria por sua adesão ortodoxa às doutrinas encontradas no Mahāvibhāṣa. O pensamento vaibáchica influenciou significativamente a filosofia budista de todas as principais escolas de pensamento budistas maaianas e também influenciou as formas posteriores de Theravāda Abhidhamma (embora em muito menor grau).
A tradição sarvastivada surgiu no Império Máuria durante o segundo século a.C., e possivelmente foi fundada por Kātyānīputra (ca. 150 a.C.). Durante a era cuchana, o "Grande Comentário" (Mahāvibhāṣa) sobre Abidarma foi compilado, marcando o início de Vaibhāṣika como uma escola de pensamento própria. Esta tradição foi bem apoiada por Canisca e mais tarde se espalhou pelo norte da Índia e Ásia Central. Manteve seu próprio cânone de escrituras em sânscrito, que incluía uma coletânea do Abhidharma Pitaka de sete partes. Vaibhāṣika permaneceu a escola budista mais influente no noroeste da Índia desde o primeiro século EC até o século VII.
Apesar das inúmeras variações e divergências doutrinárias dentro da tradição, a maioria dos sarvāstivāda-vaibhāṣikas estavam unidos em sua aceitação da doutrina do "sarvāstitva" (tudo existe), que diz que todos os fenômenos nos três tempos (passado, presente e futuro) podem ser ditos como existindo. Outra definição da doutrina vaibáchica foi a da causação simultânea (sahabhū-hetu), daí seu nome alternativo de "Hetuvāda" .

## Fontes

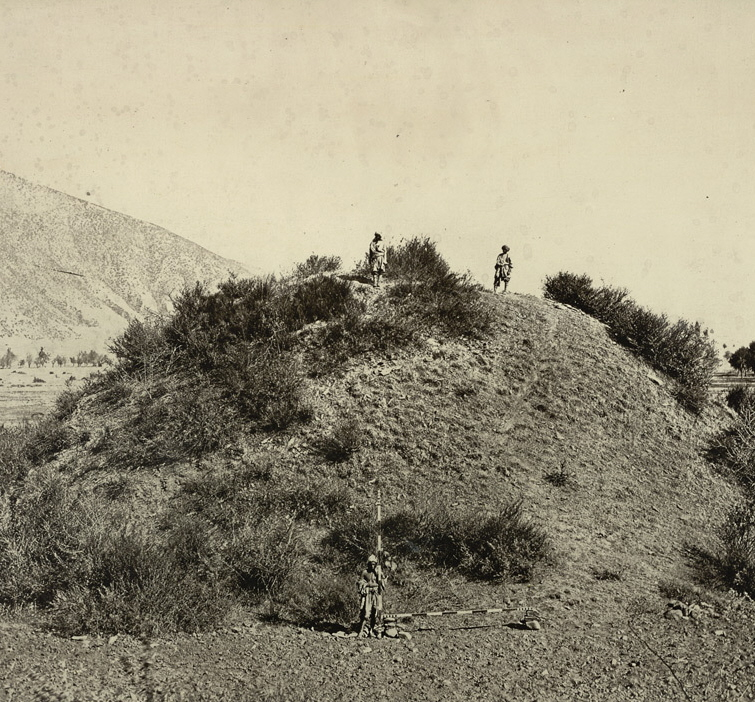
Estupa de Jayendra Vihar em Ushkur (Huṣkapur) perto de Baramulla, Jammu e Caxemira, durante escavações em 1869. Jayendra era conhecido como grande centro de aprendizagem e Xuanzang teria estudado Abhidharma Sarvāstivāda aqui.

### Textos canônicos
A principal fonte desta tradição foi o Sarvāstivāda Abhidharma Pitaka.
Os textos do Pitaca abidarma sarvastivadin são:
- Saṃgītiparyāya ('Discursos sobre Reunião'), essencialmente um comentário sobre o Samgiti-sutra (T 9, Digha-nikaya n. 33).
- Dharmaskandha ('Agregação de Dharmas'), uma lista de tópicos doutrinários chave.
- Prajñāptiśāstra ('Tratado sobre Designações'), uma lista de tópicos doutrinários seguidos por seções de perguntas e respostas.
- Dhātukāya ('Coleção de Elementos'), semelhante ao Dhātukathā, embora use uma lista doutrinária diferente de darmas.
- Vijñānakāya ('Coleção de Consciência'), atribuída ao mestre Devasarman. É aqui que a existência de todos os darmas através do passado, presente e futuro é encontrada pela primeira vez.
- Prakaraṇapāda ('Exposição')

Juntos, eles compreendem os Seis Tratados (chinês: 六足論; sânscrito: षड्पादशास्त्र, ṣaḍ-pāda-śāstra). O sétimo texto é o Jñānaprasthāna ('Fundação do Conhecimento'), também conhecido como Aṣṭaskandha ou Aṣṭagrantha, que se diz ter sido composto por Kātyāyanīputra. Diz-se que Yaśomitra comparou este texto ao corpo dos seis tratados acima, referindo-se a eles como suas pernas (pādas).

### Textos exegéticos
O Jñānaprasthāna tornou-se a base para as obras exegéticas sarvastivadas chamadas vibhāṣa, que foram compostas em uma época de intenso debate sectário entre os sarvastivadins na Caxemira. Esses compêndios não apenas contêm referências de sutras e argumentos fundamentados, mas também contêm novas categorias e posições doutrinárias. O mais influente deles foi o Abhidharma Mahāvibhāṣa Śāstra ("Grande Comentário"), uma obra maciça que se tornou o texto central da tradição Vaibhāṣika que se tornou a ortodoxia sarvastivada caxemir sob o patrocínio do Império Cuchana.
Há também dois outros compêndios vibhāṣa existentes, embora haja evidências da existência de muitas outras dessas obras que agora estão perdidas. O Vibhāṣa Śāstra de Sitapani e o Abhidharma Vibhāṣa Śāstra traduzido por Buddhavarman c. 437 e 439 EC são as outras obras existentes de Vibhasa. Embora alguns estudiosos afirmem que o Mahāvibhāṣa data do reinado de Canisca durante o primeiro século EC, essa datação é incerta. No entanto, pelo menos se sabe que foi traduzido para o chinês no final do século III ou início do século IV d.C.

### Tratados
Além do Abidarma Sarvastivada canônico, uma variedade de textos expositivos ou tratados foram escritos para servir como visões gerais e introduções ao Abidarma. Os mais conhecidos pertencentes à tradição Sarvastivada são:
- Abhidharma-hṛdaya-sastra (O Coração de Abhidarma), do tocariano Dharmasresthin, por volta de I século a.C., Báctria. É o exemplo mais antigo de um tratado sarvastivada sistematizado.
- Abhidharma-āmrtaṛasa (O Gosto do Imortal) do tocariano Ghoṣaka, século II d.C., com base na obra acima.
- Abhidharma-hṛdaya-sastra (O Coração de Abhidarma) de Upasanta, também baseado no hṛdaya-sastra de Dharmasreshin.
- Samyuktabhidharma-hṛdaya por Dharmatrata, também baseado no hṛdaya-sastra de Dharmasresthin.
- Abhidharmakośa-bhāsya (Tesouraria do Conhecimento Superior) por Vasubandhu (século IV ou V) – uma série de versos altamente influente e comentários de acompanhamento de Vasubandhu. Muitas vezes critica as visões vaibáchicas de uma perspectiva sautrântica. Este é o texto principal usado para estudar Abidarma no Tibete e no Leste Asiático. Permanece influente no budismo chinês e tibetano. No entanto, K. L. Dhammajoti observa que este trabalho às vezes apresenta os pontos de vista vaibáchicas de forma injusta.[4]
- Abhidharmakośopāyikā-ṭīkā, um comentário sobre o Kośa por Śamathadeva
- Nyāyānusāra (Conformidade ao Princípio Correto) por Saṃghabhadra, uma tentativa de criticar Vasubandhu e defender visões ortodoxas vaibáchicas.
- Abhidharma-samaya-pradīpikā, um compêndio do acima por Saṃghabhadra.
- Abhidharmavatara ("Descida ao Abhidarma"), um tratado introdutório do mestre Skandhila (século V).
- Abhidharma-dipa e seu autocomentário, o Vibhasa-prabha-vrtti, um tratado vaibáchica pós-Saṃghabhadra que segue de perto os versos do Abhidharmakośa e tenta defender a ortodoxia vaibáchica.

A forma mais madura e refinada da filosofia vaibáchica pode ser vista na obra do mestre Saṃghabhadra (cerca do século V EC), "sem dúvida um dos mais brilhantes mestres de Abidarma da Índia". Suas duas obras principais, o *Nyāyānusāra (Shun zhengli lun順正理論) e o *Abhidharmasamayapradīpikā (Apidamo xian zong lun阿毘達磨顯宗論), são fontes muito importantes para o pensamento vaibáchica tardio. Seu trabalho foi referenciado e citado por várias figuras importantes, como Xuanzang e Sthiramati.

## Darmas

### Darmas e suas características
Todas as escolas budistas de Abidarma dividiram o mundo em "darmas" (fenômenos, fatores ou "eventos psicofísicos"), que são os blocos de construção fundamentais de toda experiência fenomênica. Ao contrário dos sutras, o Abidarma analisa a experiência nesses processos psicofísicos momentâneos. Darmas referem-se às instâncias discretas e impermanentes da consciência junto com seus objetos intencionais que rapidamente surgem e desaparecem em fluxos sequenciais. Eles são análogos aos átomos, mas são psicofísicos. Assim, de acordo com Noa Ronkin, "todos os eventos experienciais são entendidos como decorrentes da interação de dharmas".
Da perspectiva vaibáchica, "Abhi-dharma" refere-se a analisar e compreender a natureza dos darmas e a sabedoria (prajñā) que surge disso. Essa compreensão sistemática dos ensinamentos do Buda foi vista pelos vaibáchicas como a mais alta expressão da sabedoria do Buda que era necessária para praticar o caminho budista. É vista como representando a verdadeira intenção do Buda no nível da verdade absoluta (paramārtha-satya). De acordo com o Mahāvibhāṣa, "abidarma é [precisamente] a análise das características intrínsecas e características comuns dos darmas".

Para os vaibáchicas, os darmas são os "constituintes fundamentais da existência" que são entidades discretas e reais (dravya). K. L. Dhammajoti afirma:
"Um darma é definido como aquilo que mantém sua característica intrínseca (svalakṣaṇadhāraṇād dharmaḥ). A característica intrínseca do dharma chamado rūpa, por exemplo, é a suscetibilidade de ser molestado (rūpyate), obstrutibilidade e visibilidade; o de outro darma chamado vedanā é sensação, etc. E para que um darma seja um darma, sua característica intrínseca deve ser sustentável ao longo do tempo: uma rūpa permanece como uma rūpa, independentemente de suas várias modalidades. Ele nunca pode ser transformado em outro darma diferente (como vedanā). Assim, uma entidade exclusivamente caracterizável é uma entidade exclusivamente real (no sentido absoluto), tendo uma natureza intrínseca única (svabhāva): "Ser existente como uma entidade absoluta é ser existente como uma característica intrínseca (paramārthena sat svalakṣaṇena sad ityarthaṛ)."
Esta ideia é vista no Jñānaprasthāna que afirma: "Darmas são determinados com respeito à natureza e característica. ...Darmas são determinados, sem serem misturados. Eles permanecem em suas naturezas intrínsecas e não abandonam suas naturezas intrínsecas (T26, 923c)."
De acordo com vaibáchicas, os svabhāvas de darmas são aquelas coisas que existem substancialmente (dravyasat) em oposição àquelas coisas que são feitas de agregações de darmas e, portanto, têm apenas uma existência nominal (prajñaptisat). Essa distinção também é chamada de doutrina das duas verdades, que sustenta que existe uma verdade convencional (saṁvṛti) que se refere a coisas que podem ser posteriormente analisadas, divididas ou quebradas em constituintes menores e uma verdade última (paramārtha) referente a isso que resiste a qualquer análise posterior.
Assim, a característica intrínseca de um darma (svalakṣaṇa) e a própria existência ontológica de um darma (ou seja , svabhāva, "natureza intrínseca" ou dravya, "substância") são uma e a mesma coisa. Para a escola Vaibhāṣika, essa "própria natureza" (svabhāva) era considerada a característica de um dharma que persiste através dos três tempos (passado, presente e futuro).
Abidarma Vaibáchica também descreve os darmas como tendo "características comuns" (sāmānya-lakṣaṇa), a que se aplica a vários darmas (por exemplo, a impermanência se aplica a todos os darmas materiais e todos os sentimentos, etc.). Somente a consciência mental pode conhecer características comuns.
No entanto, as características intrínsecas de um darma têm um certo tipo de relatividade devido à relação entre vários darmas. Por exemplo, todos os darmas rūpa (forma) têm a característica comum de resistência, mas esta também é uma característica intrínseca que surge em relação a outros darmas como vedanā (sentimento).
Além disso, várias fontes afirmam que a natureza intrínseca de um darma é "fraca" e que eles são interdependentes com outros darmas. O Mahāvibhāṣa afirma que "os darmas condicionados são fracos em sua natureza intrínseca, eles podem realizar suas atividades apenas através da dependência mútua" e que "eles não têm soberania (aisvarya). Eles são dependentes dos outros." Assim, uma natureza intrínseca (svabhāva) surge devido a processos ou relacionamentos originados de forma dependente entre vários dharmas e, portanto, um svabhāva não é algo que seja completamente ontologicamente independente.

### Classificação dos darmas
O pensamento abidarma pode ser visto como uma tentativa de fornecer um relato completo de cada tipo de experiência. Portanto, uma parte importante do Abidarma Vaibáchica compreende a classificação, definição e explicação dos diferentes tipos de darma, bem como a análise de fenômenos convencionais e como eles surgem da agregação de darmas. Assim, há o elemento de dividir as coisas em seus constituintes, bem como o elemento de síntese, ou seja, como os darmas se combinam para formar as coisas convencionais.
Os vaibáchicas fizeram uso de categorias doutrinárias budistas clássicas, como os cinco skandhas, as bases dos sentidos (ayatanas) e os "dezoito dhātus". Começando com o Pañcavastuka de Vasumitra, os Vaibhāṣikas também adotaram uma classificação de cinco grupos de dharmas que delineou um total de 75 tipos de fenômenos.
As cinco principais classificações de darmas são:
- Rūpa (11 tipos de dharma) refere-se à matéria ou fenômenos/eventos físicos.
- Citta (1 tipo) refere-se ao pensamento, à consciência intencional ou ao fenômeno nu da consciência. Sua principal característica é conhecer um objeto.
- Caitasikas (46 tipos) refere-se a "pensamentos concomitantes", eventos mentais ou "mentalidade associada".
- Cittaviprayuktasaṃskāras (14 tipos) refere-se a "condicionamentos disjuntos do pensamento" ou "fatores dissociados do pensamento". Esta categoria é exclusiva de Vaibáchica e não é compartilhada com outras escolas de Abidarma. Ele agrupa vários eventos experienciais que não estão associados ao pensamento, mas também não são físicos.
- Asaṃskṛta dharmas (3 tipos) referem-se aos três darmas incondicionados: espaço e dois estados de cessação (nirodha).

Os darmas também são classificados e divididos em outras categorias taxonômicas, fornecendo mais auxílios para a compreensão da visão e do caminho budistas. Algumas das principais maneiras pelas quais os vaibáchicas classificaram os darmas incluem o seguinte:
- Hábil, saudável ou útil no caminho (kuśala), inábil (akuśala) ou não definido/não determinado (avyākṛta). Darmas hábeis geram resultados desejáveis e bons, os inábeis são o oposto. Darmas não definidos não são bons nem maus.
- Saṃskṛta (condicionado, fabricado), ou asaṃskṛta (incondicionado). De acordo com o Mahāvibhāṣa, um darma é condicionado "se tem origem e cessação, causa e efeito, e adquire as características do condicionado".
- Sāsrava (com āsravas, que são as "efusões" ou impurezas mentais, um sinônimo de contaminação) e anāsrava (sem āsravas).
- Darśana-heya são darmas sāsrava abandonáveis pela visão (nas quatro nobres verdades), bhāvanā-heya são darmas sāsrava que podem ser abandonados pelo cultivo do caminho budista, e aheya dharmas são darmas anāsrava que não devem ser abandonados.

### Rūpa(matéria)
Matéria é aquilo que está "sujeito a deterioração ou desintegração". Como diz Vasubandhu, é o que "é repetidamente molestado/quebrado" pelo contato. A principal maneira de definir a matéria para os vaibáchicas é que ela tem duas naturezas distintas principais: resistência (sa-pratighātatva), que é "o obstáculo ao surgimento de outra coisa em sua própria localização", e visibilidade (sa-nidarśanatva), que permite localizar a matéria, uma vez que "pode ser diferentemente indicada como estando aqui ou ali" (Saṃghabhadra).
Os darmas materiais primários são os quatro Grandes Elementos (mahābhūta, "Grandes Reais") — terra (pṛthivī), água (ap), fogo (tejas), ar (vāyu). Todos os outros dharmas são "matéria derivada" (upādāya-rūpa/bhautika) que surgem com base nas Grandes Realidades. De acordo com Dhammajoti: "Os quatro Grandes Elementos existem inseparavelmente um do outro, sendo causas coexistentes (sahabhū-hetu) uma para a outra. No entanto, rūpa-dharma-s são manifestados e experimentados em diversas formas por causa da diferença de intensidade ou substância de um ou mais dos quatro Elementos."
Vaibhāṣika também tinha uma teoria dos átomos. No entanto, esses átomos (paramāṇu) não eram vistos como eternamente imutáveis ou permanentes e, em vez disso, são vistos como momentâneos. Para Vaibhāṣika, um átomo é a menor unidade de matéria, que não pode ser cortada, quebrada e não tem partes. Eles se juntam (sem se tocar) para formar agregações ou "moléculas". Eles sustentaram que isso é "conhecido através da análise mental".

### Mente e fatores mentais
No Abidarma Vaibáchica, a mente é uma entidade real, que é referida por três termos principalmente sinônimos: citta, manas (pensamento) e vijñāna (cognição), que às vezes são vistos como diferentes aspectos funcionais da mente. Conforme definido por K. L. Dhammajoti, citta "é o discernimento ou apreensão geral em relação a cada objeto individual. Esse discernimento é a mera apreensão do próprio objeto, sem apreender nenhuma de suas particularidades." Saṃghabhadra o define como o que "apreende a característica de um objeto de maneira geral."
Citta nunca surge por si só, é sempre acompanhada por certos fatores ou eventos mentais (caitas ou caitasikas), que são darmas reais e distintos que dão uma contribuição única ao processo mental. Portanto, um momento de pensamento sempre tem uma natureza e um conteúdo específicos. Cittas e caittas sempre surgem juntos simultaneamente em relacionamentos mutuamente dependentes.
A doutrina que dizia que esses dois sempre surgem e operam juntos é chamada de "conjunção" (saṃprayoga). O que a conjunção significava era um tópico disputado entre os primeiros mestres. Mais tarde, passou a ser aceito que para citta e caittas serem conjugados, o seguinte deveria ser verdade: ambos devem ser apoiados pela mesma base (āśraya i.e. órgão dos sentidos), eles devem ter o mesmo objeto (ālambana), modo de atividade (ākāra), mesmo tempo (kāla), e a mesma substância (dravya). Esta doutrina foi repudiada pelo Sautrântica, que sustentava que os darmas só surgem sucessivamente, um após o outro.
Como visto em sua lista de darmas, os vaibáchicas classificaram os caittas em várias subcategorias com base em várias qualidades. Por exemplo, a primeira classificação, os darmas universais (mahābhūmikā), são assim chamados porque existem em todos os tipos de citta. Então há também bons darmas universais (kuśala mahābhūmikā ) e impurezas universais (kleśa).
Uma das maiores controvérsias no budismo abidarma tratou da questão da natureza original de citta. Alguns, como o Mahāsāṃghika, sustentavam a opinião de que ele retém uma natureza originalmente pura. Vaibáchicas como Saṃghabhadra rejeitaram essa visão, sustentando que a natureza de citta também pode ser contaminada.

### Cittaviprayuktasaṃskāras
Ao contrário de outras escolas de Abidarma, os vaibáchicas adicionaram outra classificação final denominada citta-viprayukta-saṃskāra, "condicionamentos (forças) separados do pensamento". Essas "são entidades reais que não são de natureza mental nem material, mas podem operar em ambos os domínios" e podem ser vistas como leis da natureza. Dhammajoti observa, no entanto, que os trabalhos de Abidarma de outras escolas como o *Śāriputrābhidharma também contêm essa categoria, mas não como uma das principais classificações finais. Ele também observa que nunca houve um acordo completo sobre quantos darmas são encontrados nesta categoria e que os sautrânticas não aceitaram sua realidade. Assim, foi um tópico muito debatido nas tradições do Abidarma do norte.

Talvez o mais importante desses condicionamentos seja a aquisição (prāpti) e a não aquisição (aprāpti). Aquisição:
"É uma força que liga um darma a uma determinada continuidade serial (santati/santāna), ou seja, o indivíduo. A não aquisição é outra entidade real cuja função e natureza são apenas opostas às da aquisição: ela atua para assegurar que um dado darma seja desvinculado da continuidade serial individual... Foi em um estágio relativamente posterior que a aquisição passou a ser definida geralmente como o darma que efetua a relação de qualquer darma com um ser vivo (santāna)."
Esses condicionamentos são particularmente importantes porque, devido à sua teoria da existência tritemporal, a aquisição é central para a compreensão vaibáchica de contaminação e purificação. Uma vez que uma contaminação é um darma real que existe sempre (sarvadā asti); ele não pode ser destruído, mas pode ser desvinculado de um indivíduo pela interrupção da série de aquisições. Isso também ajuda a explicar como se pode obter um darma puro como o nirvāṇa, já que é somente através da aquisição que se experimenta o Nirvana.
Outro conjunto de condicionamentos doutrinariamente importante são "as quatro características do condicionado (saṃskṛta-lakṣaṇa)". Diz-se que os darmas têm a característica de produção (jāti-lakṣaṇa) que permite que eles surjam, a característica de duração (sthiti-lakṣaṇa) que é o que permite que permaneça temporariamente e a característica de decaimento (jarā‑lakṣaṇa) que é a força que prejudica sua atividade de modo que não pode mais continuar projetando outro efeito distinto. Um darma também tem a característica de impermanência ou desaparecimento (anityatā/vyayalakṣaṇa), que é o que o faz entrar no passado.

### Asaṃskṛta(o incondicionado)
Darmas incondicionados são aqueles que existem sem serem cossurgidos dependentemente (pratītya-samutpanna), eles também não são temporais ou espaciais. Eles transcendem o surgir e o cessar, e são existentes reais que possuem uma eficácia única (embora não uma eficácia causal temporal como outros darmas).
A escola vaibáchicas ensinava três tipos de darmas incondicionados: espaço (ākāśa), cessação por deliberação (pratisaṃkhyā-nirodha) e cessação independente de deliberação (apratisaṃkhyā-nirodha).
No MVŚ, alguns desacordos entre os mestres sarvastivadas em relação a esses darmas podem ser vistos. Alguns como "o Bhadanta" (Dharmatrāta) negavam a realidade do espaço. Enquanto isso, Dārṣṭāntikas negou a realidade ontológica de todos os três.
De acordo com Dhammajoti, a cessação pela deliberação refere-se à "cessação das impurezas adquiridas através do processo de esforço discriminativo ou deliberativo". Há tantas dessas cessações quanto haja darmas que tem "efusão". Cessação independente de deliberação enquanto isso "são aqueles adquiridos simplesmente por causa da deficiência no conjunto exigido de condições para os dharma-s particulares. Eles são assim chamados porque são independentes de qualquer esforço deliberativo." Existem tantas dessas cessações quanto existem darmas condicionados.
Cessação por deliberação também é o termo técnico para o objetivo budista de nirvāṇa, que também é definido como "uma disjunção (visṃyoga) de dharma-s com efusão adquirida através do processo de discriminação/deliberação (pratisaṃkhyāna), que é um prajñā livre de efusão." Nirvana é a ausência absoluta de carma e das impurezas, a fuga dos agregados e de toda a existência samsárica alcançada por um arhat.

#### A existência real do Nirvana
No Sarvāstivāda, nirvāṇa é uma "entidade positiva distinta" (dravyāntara). É "uma força ontologicamente real que é adquirida pelo praticante quando uma determinada contaminação é completamente abandonada". Essa força garante que a aquisição da corrupção nunca mais ocorra. A definição do Mestre Skandhila indica como essa entidade real tem uma presença positiva, que se diz ser "como um dique retendo a água ou uma tela bloqueando o vento".
Vaibhāṣika sustenta que a existência real do nirvana é apoiada tanto pela percepção direta quanto pelas escrituras que retratam o Buda afirmando que "definitivamente existe o não nascido". Os sautrânticas discordam dessa interpretação das escrituras, sustentando que o "não nascido" simplesmente se refere à descontinuidade do nascimento (janmāpravṛtti), e, portanto, é um mero conceito referente à ausência de sofrimento devido ao abandono das impurezas e, portanto, é apenas relativamente real (prajñaptisat). No entanto, Saṃghabhadra argumenta que "é somente quando o não nascido é admitido como uma entidade real distinta que é significativo dizer 'há'. Além disso, se não existisse tal entidade, o Buda deveria simplesmente ter dito 'há a descontinuidade do nascido.'"
De acordo com Vaibáchica, o nirvana deve ser um existente em última instância real porque nenhum fenômeno real de suporte pode ser encontrado que possa servir de base para designar o nirvana como um existente relativo (como os agregados servem para designar o eu como relativo, por exemplo). Além disso, se o nirvana não é uma força real, então os seres não poderiam dar origem ao deleite no nirvana e desgosto pelo saṃsāra, pois o nirvana seria inferior em termos de existência. Isso também significaria que o Buda estava iludindo a todos ao falar de não-existentes da mesma forma que ele falou dos existentes.
Além disso, se o nirvana fosse irreal, não poderia ser uma das quatro nobres verdades, já que um não-existente não pode ser considerado verdadeiro ou falso. Diz-se que um ārya vê diretamente as quatro verdades, incluindo a terceira verdade de duḥkhanirodha (o fim do sofrimento, ou seja, nirvāṇa) e a sabedoria não pode surgir em relação a um objeto não-existente.

## Tempo e Ontologia

### Existência
O nome Sarvastivada significa literalmente "tudo existe" (sarvām asti), referindo-se à sua doutrina de que todos os darmas, passado, presente e futuro, existem. Esta doutrina da existência tritemporal foi descrita como uma teoria eternalista do tempo.
O que significa para um darma existir? Para os abidarmicas sarvastivadas, as principais razões pelas quais algo é real ou existente é a eficácia causal e o fato de que ele permanece em sua própria natureza (svabhāva). O filósofo vaibáchica Saṃghabhadra define um existente da seguinte forma: "A característica de um existente real é que ele serve como um domínio-objeto para gerar cognição (buddhi)". Cada cognição é intencional e tem um caráter distintivo que é causado pela característica intrínseca (svalakṣaṇa) do objeto da cognição. Se não há objeto de cognição (viṣaya), não há cognição.
Além disso, de acordo com Saṃghabhadra, somente se houver formas existentes verdadeiras pode haver uma diferença entre cognições corretas e incorretas em relação às coisas materiais.

Saṃghabhadra acrescenta ainda que eles são de dois tipos de existentes:
"O que existe verdadeiramente (dravyato'sti) e o que existe conceitualmente (prajñaptito'sti), sendo os dois designados com base na verdade convencional e na verdade absoluta. Se, em relação a uma coisa, uma cognição (buddhi) é produzida sem depender de mais nada, essa coisa existe verdadeiramente – por exemplo, rūpa, vedanā, etc. Se depende de outras coisas para produzir uma cognição, então existe conceitualmente/relativamente – por exemplo, um vaso, exército, etc."
Além disso, as coisas que realmente existem também são de dois tipos: as coisas que apenas têm sua própria natureza e as coisas que têm sua própria natureza e também têm atividades (kāritra). Além disso, este último tipo é dividido em dois: "com ou sem função (sāmarthya/vyāpara/śakti)".Por fim, os existentes relativos também são de dois tipos, "ter existência com base em algo real ou em algo relativo, como um vaso e um exército, respectivamente".

### Argumentos a favor do eternismo temporal
De acordo com Jan Westerhoff, uma razão que eles tinham para sustentar essa teoria era que os momentos de consciência são intencionais (são direcionados, "sobre algo") e, portanto, se não houver entidades passadas que existam, os pensamentos sobre eles seriam sem objeto e não poderiam existir. Outro argumento é para explicar ações passadas (carma) que têm efeitos em um momento posterior. Se um ato de carma não existe mais, é difícil, argumenta o Vaibhāṣika, ver como eles podem ter frutos no presente ou no futuro. Finalmente, passado, presente e futuro são ideias mutuamente interdependentes. Se passado e futuro são inexistentes, argumentavam os vaibáchicas, como alguém pode entender a existência do presente?
No Samyukta-abhidharma-hrdaya, um texto gandarano sarvastivada do século IV, a teoria central do Sarvastivada é defendida assim:

"Se não houvesse passado e futuro, então não haveria período de tempo presente; se não houvesse período de tempo presente, também não haveria fatores condicionados (samskrta dharma). É por isso que existem os três períodos de tempo (trikala) Não diga que há um erro. Ao afirmar que [o fato de] o que é remoto é passado e que o que vai existir é futuro, não existe, e que só existe o presente, isso não está certo. Por quê? Porque há retribuição (vipaka) da ação. O Mundialmente Honrado tem dito: "Há ação e há retribuição". Não é o caso de que esta ação e retribuição estejam ambas presentes. Quando a ação está presente , deve-se saber que a retribuição é futura; quando a retribuição está presente, deve-se saber que a ação já passou. [ ... ] Como foi dito: "Se não existirem tais cinco faculdades como fé (sraddhendriya), eu digo que esta é a geração dos mundanos (prthagjana)". Quando o buscador (saiksa) é aquele que está amarrado por envelopadores (paryavasthana), tais cinco faculdades como fé não estão presentes; porque o caminho não está junto com a corrupção (klesa). É por isso que se deve saber que há passado e futuro. Se fosse diferente, as pessoas nobres (aryapudgala) teriam que ser mundanas."
Vasubandhu descreve os principais argumentos baseados nas escrituras e a razão para tudo existir da seguinte forma:
- a. Pois, foi dito pelo Buda: "Ó bhikṣus, se rūpa passado não existisse, o nobre discípulo erudito não poderia ter ficado desgostoso em relação ao rūpa passado. É porque rūpa passado existe que o nobre discípulo erudito fica desgostoso em relação ao rūpa passado. Se futuro rūpa não existisse, o nobre discípulo erudito não poderia ter se livrado do deleite em relação ao futuro rūpa. É porque futuro rūpa existe que…”
- b. Foi dito pelo Buda: "Condicionado pelos dois [— órgão dos sentidos e o objeto —], há o surgimento da consciência…"
- c. A consciência surge quando há um objeto, não quando não há nenhum objeto. Este é um princípio fixo. Se [darmas] passados e futuros fossem inexistentes, haveria uma consciência tendo um objeto inexistente. Assim, na ausência de um objeto, a própria consciência não existiria.
- d. Se os darmas passados não existissem, como poderia haver no futuro o fruto do carma puro ou impuro? Pois não é o caso que no momento do surgimento do fruto exista uma causa de retribuição presente!

### Temporalidade
Em relação ao tempo (adhvan), para os vaibáchicas, é apenas uma sobreposição na atividade desses diferentes tipos de darmas e não existe de forma independente. Por isso, havia a necessidade de explicar como se vivencia o tempo e a mudança. Entre os diferentes pensadores do Sarvastivada, havia ideias diferentes sobre como os darmas mudam para dar origem à experiência do tempo. O Mahāvibhāṣa (MVŚ) fala de quatro teorias principais que tentam fazer isso:
- A teoria que diz que há uma mudança no modo de ser (bhāva-anyathātva).
- A teoria que diz que há uma mudança de característica (lakṣaṇa-anyathātva).
- A teoria que diz que há uma mudança de estado ou condição (avasthā-anyathātva).
- A teoria que diz que há uma mudança na relatividade [temporal] (anyathā-anyathātva).

As posições são ainda descritas por Vasubandhu da seguinte forma:
1. "O Bhadanta Dharmatrata defende a mudança no modo de ser, ou seja, afirma que os três períodos de tempo, passado, presente e futuro, são diferenciados por sua não identidade de existência (bhava). Quando um darma vai de um período de tempo para outro, sua natureza não é modificada, mas sua existência sim."
2. "O Bhadanta Ghosaka defende a mudança de característica, ou seja, os períodos de tempo diferem pela diferença em suas características. Um darma atravessa os períodos de tempo. Quando é passado, é dotado de características passadas (laksana), mas não é privado de suas características presentes e futuras..." [e assim por diante com presente e futuro]
3. "O Bhadanta Vasumitra defende a mudança de estado/condição, ou seja, os períodos de tempo diferem pela diferença de condição (avastha). Um darma, atravessando os períodos de tempo, tendo assumido uma certa condição, torna-se diferente pela diferença de sua condição, não por uma diferença em sua substância. Exemplo: uma ficha colocada no quadrado de uns, chama-se um; colocada no quadrado das dezenas, dez; e colocado no quadrado das centenas, cem."
4. "O Bhadanta Buddhadeva defende a mudança na relatividade [temporal], ou seja, os períodos de tempo são estabelecidos através de suas relações mútuas. Um darma, ao longo dos tempos, toma diferentes nomes por meio de diferentes relações, ou seja, chama-se passado, futuro ou presente, por meio de uma relação com o que precede e com o que se segue. Por exemplo, a mesma mulher é filha e mãe."

No Abhidharmakośa, Vasubandhu argumenta que "o melhor sistema é o de Vasumitra". O Samyukta-abhidharma-hrdaya concorda.

Mais tarde, Sarvastivada desenvolveu uma combinação da primeira e da terceira visões. Isso pode ser visto em Saṃghabhadra, que argumenta que enquanto a natureza essencial de um darma não muda, sua função ou atividade (kāritra) e sua existência (bhāva) mudam:
"A natureza essencial de um darma permanece eternamente; seu bhāva [existência] muda: Quando um darma saṃskṛta [condicionado] atravessa o adhvan [tempo], ele dá origem à sua kāritra [atividade] de acordo com as pratyaya-s [condições], sem abandonar sua natureza substancial; imediatamente depois disso, a karitra produzida cessa. Por isso se diz que o svabhāva existe eternamente e ainda assim não é permanente, pois seu bhāva muda."
Assim, para Saṃghabhadra, "um darma é presente quando exerce seu kāritra, futuro quando seu kāritra ainda não foi exercido, passado quando foi exercido". O termo karitra é definido como "a capacidade de um darma de induzir a produção de seu próprio momento seguinte". Quando o conjunto certo de condições se reúne, um darma torna-se dotado de atividade (que desaparece em um único momento). Quando não tem atividade, a própria natureza de um darma ainda tem a capacidade de contribuir causalmente para outros darmas.

### Svabhāvano tempo
Em relação à natureza essencial (svabhāva) ou realidade (dravya) de um darma, todos os pensadores vaibáchicas concordaram que é o que permanece constante e não muda à medida que um darma se move ao longo dos três tempos. No entanto, como observado por K. L. Dhammajoti, isso não significa necessariamente que o svabhāva de um darma "seja imutável ou mesmo permanente, pois o modo de existência de um darma e sua natureza essencial não são diferentes, de modo que, quando o primeiro está passando por transformação, também o faz seu svabhava."
Da perspectiva vaibáchica isso não é uma contradição, pois é o mesmo processo que permanece (mesmo mudando) ao longo do tempo. Assim, neste sentido particular, não há mudança no svabhāva ou svalakṣaṇa. Diz-se que este é o caso, embora um darma esteja sempre sendo transformado em diferentes modos de ser. Cada um deles é na verdade uma nova ocasião ou evento em uma corrente causal (embora não seja diferente em termos de sua natureza dos darmas anteriores nessa corrente). Assim, de acordo com K. L. Dhammajoti, há uma maneira pela qual as naturezas essenciais são transformadas e, no entanto, pode-se dizer que elas permanecem as mesmas ontologicamente. Dharmatrata usou o exemplo de uma peça de ouro que se transforma em coisas diferentes (copos, tigela, etc). Embora existam entidades diferentes, a natureza essencial do ouro permanece a mesma.

Essa perspectiva é expressa por Saṃghabhadra, que argumenta que svabhāva não é permanente, pois atravessa o tempo e sua existência (bhāva) varia ao longo do tempo. Saṃghabhadra também observa que um darma é produzido por várias causas (e faz parte de uma teia causal que não tem começo), e uma vez que um darma cessou, ele não surge novamente. No entanto, para Saṃghabhadra, ainda se pode dizer que os darmas não perdem seu svabhāva. Ele usa o exemplo de vedanās (sensação). Embora falemos de vários modos de sensação, todos os tipos de sensação no fluxo mental de uma pessoa têm a mesma natureza de fenômenos sensíveis (prasāda rūpa). Saṃghabhadra então afirma:
"Não é que, sendo a função diferente da existência, possa haver diferença nas funções de ver, ouvir, etc. Pelo contrário, a própria função de ver, etc., não é outra senão a existência do olho, etc. Pela diferença de função, há definitivamente a diferença no modo de existência... Visto que se observa que existem darmas que coexistem como substâncias essenciais e cujas características essenciais não diferem, mas que [não obstante] têm diferentes modos de existência, sabemos que quando os darmas atravessam os três tempos, seus modos de existência variam enquanto suas características essenciais não mudam."
Ele também afirma:
"[Nossas explicações] também refutaram apropriadamente a objeção de que [nossa teoria de sarvastitva] implica a permanência da natureza essencial [de um darma], pois, enquanto a natureza essencial permanece sempre [a mesma], sua avasthā [condição] difere [no estágios de tempo] uma vez que há mudança. Essa diferença de avasthā é produzida por causa das condições e necessariamente não dura mais do que um kṣaṇa [momento]. Assim, a natureza essencial do darma também é impermanente, uma vez que não é distinta da diferença [que surge nele]. [Mas] é somente em um darma existente que as mudanças podem ocorrer; não pode haver mudança em um inexistente. Desta forma, portanto, estabelecemos adequadamente os tempos."
De acordo com K. L. Dhammajoti, o que os vaibáchicas tinham em mente com essa visão era que, embora os diferentes darmas em uma série causal sejam entidades diferentes, há uma "individualidade ou integridade" geral e, portanto, a série permanece "dinamicamente idêntica". Esta é uma relação de identidade-na-diferença (bhedābheda). Nesse sentido, um svabhāva não é uma entidade estática, é impermanente e sofre mudanças e, no entanto, "ontologicamente, nunca se torna uma substância totalmente diferente". Saṃghabhadra afirmou que é somente quando entendido dessa maneira que a doutrina de "tudo existe" é logicamente compatível com a doutrina da impermanência.

### Momentaneidade
O Sarvastivada ortodoxo também defendeu a teoria dos momentos (kṣaṇavada). Esta doutrina sustentava que os darmas duram apenas um momento, esta medida de tempo é a menor medida de tempo possível, é descrita no Samyukta-abhidharma-hrdaya como:

O menor [período de] tempo é um kṣaṇa. O tempo é extremamente pequeno com um instante. É por isso que se diz que um kṣaṇa é a limitação no tempo. Quanto à medida de um kṣaṇa., alguns dizem que é como um homem poderoso que, olhando ao redor apressadamente, observa a multidão de estrelas: de acordo com o passar do tempo, uma estrela é um kṣaṇa. Além disso, alguns dizem que é como um homem poderoso que, durante muito tempo, estala com os dedos: sessenta e quatro kṣaṇas passam! Além disso, alguns dizem que é como um homem poderoso que corta o fino fio de seda de Kasi com uma faca muito afiada: cortar um fio é um kṣaṇa. Além disso, alguns dizem que o Mundialmente Honrado não pronunciou [a palavra] kṣaṇa."

## Teoria da Causalidade
Um tópico importante abordado no Abidarma Vaibáchica foi a investigação das causas, condições e seus efeitos. Os vaibáchicas usaram dois esquemas principais para explicar a causalidade: as quatro condições (pratyaya) e as seis causas (hetu). Neste sistema, o surgimento dos darmas é totalmente dependente de causas específicas. A força causal é o que torna um darma real e, portanto, eles também são chamados de saṃskāras (forças de condicionamento). Por causa disso, todos os darmas pertencem a algum tipo de categoria causal e diz-se como tendo eficácia causal. De fato, é somente examinando suas causas que a natureza intrínseca se manifesta de maneira cognoscível. No sistema vaibáchica, as atividades dos darmas surgem através da interdependência mútua das causas. Assim, diz-se que suas naturezas intrínsecas são "débeis", o que significa que não são capazes de agir por conta própria, e sua atividade depende de outros darmas.
Uma característica particularmente única do sistema vaibáchica é a aceitação da causação simultânea. Essas "causas coexistentes" são uma parte importante do entendimento sarvastivada da causalidade. Permitiu-lhes explicar sua teoria do realismo direto, ou seja, sua afirmação de que percebemos objetos externos reais. Também foi usado em sua defesa do eternalismo temporal. Assim, era central para sua compreensão de causa e efeito. Para pensadores como Saṃghabhadra, um órgão sensorial e seu objeto devem existir ao mesmo tempo junto com seu efeito, a percepção. Assim, para que uma causa seja eficaz, ela deve existir junto com seu efeito. Esta visão de causação simultânea foi rejeitada pelos sautrânticas, mas mais tarde adotada pela escola Iogachara.

### As Seis Causas
- Causa eficiente (kāraṇa-hetu). De acordo com Dhammajoti, "é qualquer darma que direta ou indiretamente—em não entravando—contribui para o surgimento de outro darma." Vasubandhu o define como: "Um darma condicionado tem todos os darmas, exceto a si mesmo, como sua causa eficiente, pois, no que diz respeito ao seu surgimento, [esses darmas] permanecem no estado de não-obstrutividade." Este tipo de causa é rejeitado por sautrânticas como Śrīlāta.[84]
- Causa homogênea (sabhāga-hetu). Isso se refere ao tipo de causalidade em que um efeito é do mesmo tipo moral que a causa anterior em uma série. Assim, na série c1 → c2 → c3, se c1 é hábil, é a causa homogênea de c2 que também é hábil, e assim por diante. De acordo com Vaibhāṣika, essa forma de causalidade existe entre os darmas mentais e materiais, mas os sautrânticas negam que ela possa ser aplicada aos darmas materiais.[85]
- Causa universal (sarvatraga-hetu). Isso é semelhante à causa homogênea, pois é uma causa que produz o mesmo tipo de efeito, no entanto, só se aplica a darmas contaminados. Outra maneira de se distinguir do homogêneo é que "não há homogeneidade necessária em termos de categoria de abandonabilidade". Isso porque, como diz Saṃghabhadra no Nyāyānusāra, "elas são a causa de [darmas contaminados] pertencerem a outras categorias também, pois, por meio de seu poder, são produzidas contaminações pertencentes a categorias diferentes das deles".[86]
- Causa de retribuição (vipāka-hetu). Esta é os darmas hábeis ou inábeis que são causas cármicas e, portanto, levam à retribuição cármica boa ou ruim.[87] Para os vaibáchicas, as causas de retribuição e seus frutos compreendem todos os cinco agregados. Sautrânticas sustentavam que a causa da retribuição é apenas volição (cetanā), e o fruto da retribuição compreende apenas sensação (vedana).[87]
- Causa coexistente (sahabhū-hetu). Esta é uma nova categoria causal desenvolvida por Sarvastivada. O Mahāvibhāṣa afirma que a natureza intrínseca da causa coexistente é "todos os darmas condicionados". O Nyāyānusāra de Saṃghabhadra afirma que isso se refere àquelas causas "que são efeitos reciprocamente viris, devido ao fato de que podem surgir em virtude de apoio mútuo ... Por exemplo: os quatro Grandes Elementos são causas coexistentes mutuamente entre si ... somente quando os quatro tipos diferentes de Grandes Elementos se reúnem é que eles podem ser eficazes na produção da matéria derivada (upādāya rūpa) ... Desta forma, o conjunto dos condicionados, onde aplicável (ou seja, onde se obtém uma relação causal mútua) são causas coexistentes."[88] Outro sentido em que eles são coexistentes é porque eles se juntam para produzir um efeito comum, eles funcionam juntos como causas no momento do surgimento de um darma.[83]
- Causa conjunta (saṃprayuktaka-hetu). Isso se refere a causas coexistentes no domínio mental de citta-caittas. De acordo com Saṃghabhadra: "Esta causa [conjunta] é estabelecida porque pensamento e pensamento concomitantes, sendo conjuntos, realizam a mesma ação agarrando o mesmo objeto."[89]

### As Quatro Condições
Saṃghabhadra argumenta que, embora o surgimento dos darmas dependa de inúmeras condições, o Buda ensinou apenas quatro condições nos sutras. Contra os sautrânticas, que sustentavam que essas eram meras designações conceituais, os vaibáchicas afirmam que elas são existentes reais.
As quatro condições são encontradas pela primeira vez no Vijñānakāya de Devaśarman (ca. século I EC) e são:
- Condição qua causa (hetu-pratyaya). De acordo com Dhammajoti, "Esta é a condição em sua capacidade de causa direta na produção de um efeito — é a causa funcionando como a condição". Esta condição inclui todas as causas, exceto a causa eficiente.
- Condição imediata igual (samanantara-pratyaya). Isso se refere a um processo mental (um citta ou caitta) que é uma condição para o surgimento do próximo processo mental. Dhammajoti: "Ela dá lugar e induz ao surgimento do próximo citta-caitta da série." Para os vaibáchicas, isso não se aplica à matéria, mas sautrânticas argumentaram que sim.
- Condição qua objeto (alambana-pratyaya). Isso se refere ao fato de que a cognição não pode surgir sem um objeto e, portanto, "nesse sentido, o objeto serve de condição para a cognição". Como a mente pode tomar qualquer objeto, "a condição enquanto objeto nada mais é do que a totalidade dos dharma‑s (Saṃghabhadra)".
- Condição de dominância (adhipati-pratyaya). Dhammajoti a define assim: "Esta é a condição mais abrangente ou genérica, correspondente à causa eficiente: é tudo o que serve como condição, seja no sentido de contribuir diretamente para o surgimento de um dharma, ou indiretamente, por não impedir seu surgimento. A partir desta última perspectiva, os dharma-s incondicionados — embora transcendam o espaço e o tempo completamente — também servem como condições de dominância."

### Cinco Frutos
O Sarvastivada também ensinou que existem cinco frutos, ou seja, efeitos causais:
- Fruto da desconexão (visaṃyogaphala). Isso se refere à desconexão das impurezas e é adquirido através da prática do caminho nobre que leva à aquisição do darma "cessação por deliberação" (pratisaṃkhyā-nirodha).
- Fruto viril (puruṣakāra-phala). Isso está relacionado à causa coexistente e à causa conjunta. De acordo com Vasubandhu é "Aquilo que é a atividade ou eficácia (kāritra) de um darma; [assim chamado] porque é como uma ação viril".
- Fruto de dominância (adhipati-phala). Esta é a fruta mais genérica, são produzidas por causas eficientes. De acordo com Dhammajoti, "os frutos comumente compartilhados por uma coleção de seres em virtude de seus karmas coletivos pertencem a esta categoria. Assim, todo o universo com todos os seus planetas, montanhas e oceanos, etc., é o resultado — o fruto da dominância — dos karmas coletivos da totalidade dos seres que nele habitam.”
- Fruto de emanação uniforme (niṣyanda-phala). Este é um fruto proveniente de uma causa de natureza semelhante, está correlacionado com a causa homogênea e a causa universal.
- Fruto de retribuição (vipāka-phala). Este fruto lida apenas com seres sencientes individuais (sattvākhya), e está correlacionado com a causa da retribuição.

## Epistemologia
A epistemologia vaibáchica defendia uma forma de realismo que se estabelece através da experiência. Sua teoria do conhecimento sustentava que se poderia conhecer os darmas como forças únicas com características únicas por dois meios de conhecimento (pramāṇa): percepção direta (que inclui visão espiritual) ou inferência (anumāna), que se baseia na experiência direta.
Para vaibáchicas como Saṃghabhadra "a característica de um existente (sal-lakṣaṇa) é que ele pode servir como um objeto produtor de cognição (buddhi)". Por causa disso, um objeto de conhecimento é necessariamente existente, embora possa ser um existente verdadeiro (dravyata) ou um existente conceitual (prajñapti). Como observa Dhammajoti, "a possibilidade de conhecer um objeto implica necessariamente o verdadeiro status ontológico do objeto".

Essa visão foi rejeitada por sautrânticas como Śrīlāta, que argumentavam que um objeto cognitivo poderia ser irreal, apontando exemplos como ilusões de ótica, sonhos, a falsa cognição de um eu ou pessoa realmente existente (pudgala), e assim por diante. A resposta vaibáchica a isso é que mesmo no caso de tais construções cognitivas equivocadas, há uma base real que atua como parte do processo causal. Conforme explicado por Dhammajoti:
"Um não-existente absoluto (atyantam asad) não tem função alguma e, portanto, nunca pode gerar uma consciência. Assim, no caso da percepção do pudgala irreal, o objeto perceptivo não é o pudgala que se sobrepõe, mas os cinco skandha‑s que são existentes reais."
Além disso, como observado por Dhammajoti: "a percepção sensorial como uma experiência de pratyakṣa é totalmente realizada apenas no segundo momento da lembrança". Isso ocorre porque o objeto externo deve primeiro ser experimentado por "percepção direta apoiada por uma faculdade dos sentidos" (indriyāśrita-pratyakṣa) antes que uma percepção de discernimento (buddhi-pratyakṣa) possa surgir, uma vez que a percepção de discernimento usa a percepção anterior da faculdade dos sentidos como uma percepção cognitiva suporte (alambana).
Vaibhāṣika defendeu a existência real de objetos externos argumentando que as impurezas mentais surgem de diferentes maneiras por causa da força causal do objeto intencional da mente. Da mesma forma, diz-se que a percepção sensorial (pratyakṣa) surge devido a várias causas e condições, uma das quais é um objeto externo real. De acordo com Dhammajoti, para vaibáchicas como Saṃghabhadra, "uma consciência sensorial necessariamente leva um arranjo físico ou aglomeração de átomos (he ji和集; *saṃcaya, *saṃghāta, *samasta). O que é percebido diretamente são apenas esses átomos reunidos de uma certa maneira, não um objeto conceitualizado, como um jarro, etc."
Para Vaibhāṣika, o conhecimento (jñāna) é um caitta (fator mental) que tem a característica distintiva de ser "entendimento que é decisivo ou definitivo (niścita)". Existem vários tipos de conhecimento, por exemplo, o conhecimento do darma (dharma-jñāna), é o conhecimento que realiza a verdadeira natureza dos dharmas, o conhecimento convencional (saṃvṛti-jñāna) lida com coisas convencionais (não definitivas) e conhecimento do não-surgimento (anutpāda-jñāna) refere-se ao conhecimento que se tem quando se sabe que o nirvana foi alcançado.

## Impureza (kleśa)
O objetivo do budismo é frequentemente visto como a libertação do sofrimento que surge da remoção completa de todas as impurezas (kleśa). Este é um estado de perfeição que é conhecido por um arhat ou Buda através do "conhecimento da destruição das efusões" (āsravakṣaya-jñāna). Os abidarmicas viram o próprio Abidarma, que no sentido mais elevado é apenas sabedoria (prajñā), como o único meio para acabar com as impurezas.
Kleśa é comumente definida como aquilo que "suja" ou contamina, bem como aquilo que perturba e aflige uma série psicofísica. Outro sinônimo importante para impureza é anuśaya, que é explicado por vaibáchicas como um darma sutil ou fino (aṇu) que adere e cresce com um objeto, "como a aderência de poeira em uma roupa molhada ou o crescimento de sementes em um campo irrigado". Isso contrasta com outras interpretações de anuśaya, como a dos sautrânticas, que os via como "sementes" (bīja) de kleśas. Assim, para os vaibáchicas não existe uma contaminação latente.
As impurezas são vistas como a raiz da existência (mūlaṃ bhavasya), uma vez que produzem carma, que por sua vez leva a novos renascimentos. As impurezas mais fundamentais são conhecidas como as três raízes inábeis (akuśala-mūla), referindo-se à ganância (rāga), hostilidade (pratigha) e ignorância (avidyā). Destes, a ignorância é o mais fundamental de todos. É definido por Saṃghabhadra como "um darma distinto que prejudica a capacidade de compreensão (prajñā). É a causa de opiniões confusas e obstrui o exame de méritos e falhas. Com relação aos darmas a serem conhecidos, ele opera no modo de desinclinação, velando o pensamento e os concomitantes de pensamento."
De acordo com Dhammajoti, outros termos importantes usados para descrever contaminações são: 1. grilhões (saṃyojana); 2. escravidão (bandhana); 3. envelopamento (paryavasthāna); 4. efusão (āsrava); 5. inundação (ogha); 6. jugo (yoga); 7. apego (upādāna); 8. laço corpóreo (kāya-grantha); 9. obstáculo (nivaraṇa). Essas inúmeras categorias são usadas para descrever vários tópicos doutrinários e criar uma taxonomia de darmas. Por exemplo, todos os darmas são com ou sem efusões (āsrava), que são darmas que mantêm os seres sencientes fluindo através da existência e também fazem com que as impurezas fluam através dos campos dos sentidos.
Estes também são divididos em subcategorias. Por exemplo, existem três tipos de āsrava: efusão-sensualidade (kāmāsrava), efusão-existência (bhavāsrava) e efusão-ignorância (avidyāsrava); há quatro apegos: apego à sensualidade (kāmopādāna), apego à visão (dṛṣṭy-upādāna), apego a abstenções e votos (śīlavratopādāna), e apego à teoria da alma (ātmavādopādāna); e há cinco obstáculos: (i) desejo sensual, (ii) malícia, (iii) torpor-sonolência (styāna-middha), (iv) inquietação-remorso (auddhatyakaukṛtya) e (v) dúvida.
Para os vaibáchicas, a eliminação das impurezas começa assim com uma investigação sobre a natureza dos darmas (dharma-pravicaya). Esse exame é realizado de várias maneiras, como investigar como as impurezas surgem e crescem, quais são seus objetos cognitivos e se uma contaminação deve ser abandonada pelo insight das quatro nobres verdades (darśanapraheya) ou pelo cultivo (bhāvanāpraheya).
No sistema vaibáchica, o abandono de uma contaminação não é a destruição completa dela, pois todos os darmas existem ao longo dos três tempos. Em vez disso, a pessoa torna-se contaminada quando o darma da aquisição liga a pessoa à contaminação (saṃyoga), e abandona a contaminação quando há tanto a cessação do darma da aquisição quanto o surgimento da aquisição da desconexão (visṃyoga-prāpti). Enquanto o abandono de um darma acontece de uma só vez e não se repete, a aquisição da desconexão pode ocorrer repetidamente, refletindo um progresso espiritual mais profundo e firme.
Isso é importante porque, como observa Dhammajoti, os vaibáchicas afirmam que "a liberdade de duḥkha deve ser obtida abandonando gradual e sistematicamente as impurezas" e rejeitam a visão de que o despertar acontece abruptamente. Existem quatro métodos de abandonar uma contaminação, os três primeiros lidam com o abandono por insight (darśana-heya):
1. ālambana-parijñāna: Compreensão completa da natureza do objeto devido ao qual a contaminação surge.
2. tadālambana-saṃkṣaya: A destruição de uma contaminação que é objeto de outra contaminação junto com a destruição desta (o sujeito).
3. ālambana-prahāṇa: O abandono de uma impureza que toma como objeto outra impureza ao abandonar a última — o objeto.
4. pratipakṣodaya: O abandono de uma impureza por causa do surgimento de seu contra-agente. Isso se aplica especificamente às impurezas que são abandonadas pelo cultivo (bhāvanā-heya).

## Carma
Embora os vaibáchicas reconheçam a natureza profunda e, em última análise, inconcebível do carma, eles ainda tentaram dar uma explicação racional de seu funcionamento básico e mostrar como era um meio-termo entre o determinismo e a liberdade absoluta. O Mahāvibhāṣa (MVŚ) observa que existem maneiras diferentes, mas relacionadas, nas quais o termo carma é usado. Pode referir-se a ações em sentido geral e pode referir-se especificamente a ações éticas que têm efeitos desejáveis ou indesejáveis.
Carma também é usado para se referir às reais causas de retribuição (vipāka-hetu) das ações, que segundo Dhammajoti, desempenham um papel crucial "na determinação das várias esferas (dhātu), planos (gati) e modos de nascimento (yoni) de existência de um ser senciente e na diferenciação dos vários tipos de pessoas (pudgala) com seus vários períodos de vida, aparências físicas, status social, etc."
Também é importante notar que o carma não é o único fator que contribui para o renascimento, como afirma Vasubandhu: "Não é apenas o carma que é o projetor de um nascimento (janman)". O carma também está relacionado às impurezas, uma vez que as impurezas agem como causa geradora e condição de suporte para o carma.

### Classificações
Existem três tipos principais de carma: corporal, vocal e mental. De todos os diferentes elementos do carma, é o aspecto volitivo (abhisaṃskṛ, cetanā), que compreende todo o carma mental, que é o mais central e fundamental, pois origina e auxilia os outros tipos de carma. Saṃghabhadra, citando os sutras, afirma que a volição (ou seja, carma mental) é carma "no sentido próprio ou específico, visto que é a causa proeminente (*viśiṣṭa-hetu) na projeção de uma existência senciente".
Os vaibáchicas também tinham outras classificações dos diferentes tipos de carma. Por exemplo, existem:
- Carma volitivo (cetanā) e carma subsequente ao querer (cetayitvā);
- Carma informativo (vijñapti) e não informativo (avijñapti). Isso se refere a ações corporais e vocais que informam os outros sobre o estado mental correspondente.
- Carmas hábeis (kuśala), inábeis (akuśala) e moralmente neutros (avyākṛta).
- Carmas que são carmas com efusão (sāsrava) e sem efusão (anāsrava).
- Carma determinado (niyata) e indeterminado (aniyata).
- Carma que é feito (kṛta) e carma que é acumulado (upacita).
- Carmas projetantes (ākṣepaka) e completantes (paripūraka).

A categoria informativa e não informativa é particularmente importante. Para o Vaibhāṣika, ambos os tipos são entidades reais e estão incluídos como carma cetayitvā. Além disso, a natureza do carma informativo é material, é a forma corporal específica no momento da realização de uma ação (que inclui o som). Saṃghabhadra defende isso argumentando que se todo carma é mera volição (como sustentado por Sautrântica), então assim que alguém tem a intenção de matar, isso é o mesmo que cometer a ação. Os vaibáchicas também sustentavam que o carma não informativo era um tipo de matéria sutil "não resistente" que preservava a eficácia cármica, uma visão que foi vigorosamente atacada pelos sautrânticas.
Como outras escolas budistas, os vaibáchicas ensinaram os dez caminhos do carma como um guia ético importante sobre o que deve ser evitado e o que deve ser cultivado. Deve-se enfatizar que a volição continua sendo o cerne deste ensinamento, ou seja, mesmo que se evite agir de acordo com suas intenções prejudiciais, a intenção em si continua sendo um carma inábil.

### Carma através do tempo
A teoria vaibáchica do carma também está intimamente relacionada à sua teoria da existência tritemporal, uma vez que os carmas também existem no passado e no futuro. De fato, a eficácia do carma passado é parte de seu argumento para "tudo existe", pois, para o Vaibhāṣika, se uma causa retributiva cármica passada deixa de existir completamente, ela não pode levar ao efeito ou fruto cármico. Como Dhammajoti explica:
"No exato momento em que surge uma causa retributiva, ela determina a conexão causal com o fruto-a-ser; isto é, 'ele agarra o fruto'. Em um momento posterior, quando as condições necessárias forem obtidas, ele, embora passado, pode atualizar causalmente o fruto, arrastando-o, por assim dizer, do futuro para o presente; isto é, 'dá o fruto'."
Isso foi obviamente rejeitado pelos sautrânticas, que postularam uma teoria concorrente, conhecida como teoria das sementes, que sustentava que uma volição cria uma cadeia de darmas momentâneos chamados sementes, que são continuamente transmitidos no fluxo mental até brotarem, produzindo a efeito cármico.
Saṃghabhadra critica essa teoria ao apontar que quando uma semente se transforma em planta, não há interrupção no processo. Mas na visão sautrântica, pode haver uma interrupção, como quando uma pessoa tem pensamentos de um tipo ético diferente ou quando entra em meditações que interrompem completamente a atividade mental (como asaṃjñi-samāpatti ou nirodha-samāpatti). E como os sautrânticas são presentistas, o carma passado também deixou de existir neste ponto e, portanto, não pode ser a causa de seu fruto.

### Retribuição cármica
No Vaibhāṣika Abhidharma, a natureza da retribuição cármica, ou seja, como uma pessoa experimenta os resultados de suas ações, não é fixa e depende de diferentes condições, como o status espiritual e a sabedoria da pessoa. Existem seis fatores que afetam a gravidade da retribuição cármica (e, posteriormente, quão ruim é o futuro renascimento):
- As ações realizadas após o ato cármico principal.
- O status do 'campo' (kṣetra-viśeṣa), referindo-se ao status ético e espiritual da pessoa.
- A base (adhiṣṭhāna), que é o ato em si.
- A ação preparatória (prayoga) que conduz ao ato principal.
- Volição (cetanā), a força mental intencional por trás do ato.
- A força da intenção (āśaya-viśeṣa).

Também se diz que existem alguns carmas que podem ou não levar à retribuição, estes são carmas indeterminados (aniyata) que são contrastados com carmas determinados, ou seja, aqueles que necessariamente causam retribuição (seja nesta vida, na próxima ou em alguma vida mais posterior). Esses carmas indeterminados podem se tornar fracos ou infrutíferos através da prática do caminho espiritual. O "Sutra Símile do Sal" (Loṇa-phala-sutta) é citado em apoio a isso. Os carmas determinados são atos particularmente sombrios, como matar os pais, que não podem assim ser transformados.
Outra distinção importante aqui é aquela entre o carma que é feito (kṛta), que se refere às ações preparatórias e principais, e o carma que é acumulado (upacita), que se refere às ações consecutivas que "completam" a ação. Por exemplo, pode-se preparar para matar alguém e tentar fazê-lo, mas falhar. Nesse sentido, a ação não é acumulada. Além disso, uma ação não feita intencionalmente não é acumulada. Embora a preparação ainda seja um carma ruim, não é necessariamente retributiva. Se, no entanto, algo desejado e realizado é necessariamente retributivo.
Ainda outra distinção importante é aquela entre carmas projetantes (ākṣepaka) e completantes (paripūraka). Um carma projetante é um ato único que é a causa principal que projeta a existência futura de alguém (assim como para a existência intermediária, o antarā-bhava), enquanto os carmas completantes são responsáveis por experiências específicas dentro dessa existência, como o tempo de vida.
Finalmente, é importante notar que, neste sistema, o carma é principalmente individual. Ou seja, o carma de uma pessoa não fará com que um fruto de retribuição seja experimentado por outra pessoa.
No entanto, existe um fruto cármico que é experimentado por um coletivo de indivíduos, que é o fruto da dominância (adhipati-phala), que afeta a vitalidade e a durabilidade das coisas externas, como plantas e planetas. Isso é usado para explicar como, quando as pessoas fazem boas ações, o mundo externo é afetado pelos "quatro aumentos": "da expectativa de vida, dos seres sencientes, dos itens externos de utilidade e prazer (pariṣkāra), e dos darmas hábeis." Nesse sentido, então, existe o "carma coletivo". Assim, para os vaibáchicas, todo o universo é o carma coletivo (isto é, o fruto da dominância) de todos os seres que vivem nele.

## Originação Dependente
A interpretação abidarma sarvastivada da doutrina budista chave da Originação Dependente (pratītya-samutpāda) concentra-se em como os 12 elos (nidāna) contribuem para o renascimento da perspectiva de três períodos de existência (passado, presente, futuro). Isso é explicado da seguinte maneira:
- Causas passadas
  - 1. ignorância (avidyā), representa todas as impurezas na vida passada de uma pessoa, uma vez que todas as impurezas são conjuntas e causadas pela ignorância.
  - 2. condicionamentos (saṃskāra), refere-se a todas as construções cármicas passadas impulsionadas pela ignorância.
- Efeitos presentes
  - 3. consciência (vijñāna), refere-se especificamente à consciência que entra no útero no momento do renascimento.
  - 4. complexo psicofísico (nāma-rūpa), representa o corpo e a mente, particularmente à medida que se desenvolve no útero
  - 5. seis campos dos sentidos (ṣaḍāyatana), refere-se aos cinco sentidos e ao sentido mental
  - 6. contato (sparśa), refere-se ao contato entre as faculdades dos sentidos e seus objetos
  - 7. sensação (vedanā), refere-se a diferentes sensações agradáveis, desagradáveis e neutras
- Causas presentes
  - 8. desejo (tṛṣṇā), desejo por sensualidade, desejo por coisas materiais e sexo
  - 9. apego (upādāna), forte apego aos objetos do desejo
  - 10. existência (bhava), refere-se a todos os carmas presentes que projetam uma existência futura
- Efeitos futuros
  - 11. nascimento (jāti), representa a primeira consciência de religação em um nascimento futuro
  - 12. velhice-e-morte (jarā-maraṇa), representa tudo o que acontece desde o futuro renascimento até a morte.

Embora apresentados de forma linear na forma de uma lista, esses fatores são considerados mutuamente condicionantes entre si de várias maneiras interconectadas.
Embora o modelo de três vidas, também chamado de "prolongado" (prākarṣika), seja a maneira mais usada de entender a originação dependente, abidarmicas sarvastivadas também aceitaram três outras maneiras de explicá-la:
- Momentâneo (kṣaṇika): os 12 elos são explicados como estando presentes em um único momento mental.
- Pertencente aos estados (āvasthika): Este modelo afirma que os cinco agregados estão presentes em cada um dos 12 elos. Cada elo é assim chamado porque é a força predominante entre os agregados naquele momento e, portanto, toda a coleção de agregados recebe o nome de ignorância (e assim por diante) naquele momento.
- Conectado (sāṃbandhika): Refere-se a como os 12 elos são conjugados com todo o campo de causas e efeitos, ou seja, "todos os darmas condicionados" ou toda a existência fenomenal.

## Caminho espiritual
O estudo da natureza e função dos caminhos espirituais é importante para o Abidarma. Para os vaibáchicas o caminho espiritual é um processo gradual de abandono das impurezas; não há "iluminação repentina". A análise dos vários caminhos espirituais fornecidos pelo Vaibhāṣika Abhidharma corresponde ao abandono de várias contaminações.
O início do caminho consiste em práticas preliminares: aproximar-se de "pessoas verdadeiras", ouvir o Darma, contemplar o significado e praticar o Darma e o que está de acordo com o Darma. As práticas preparatórias também incluem a observância dos preceitos éticos (śīlaṃ pālayati), doar e estudar o Abidarma.

O Mahāvibhāṣa (MVŚ) contém a seguinte explicação sucinta dos estágios que levam à entrada na corrente:
"No início, por causa de sua aspiração pelo fruto da liberação, ele pratica diligentemente [i] doação (dāna) e os preceitos puros (śīla); [ii] a compreensão derivada da escuta, a contemplação do impuro, a atenção plena na respiração e os fundamentos da atenção plena (smṛtyupasthāna); e [iii] calor, cumes, receptividade e os darmas mundanos supremos; e [então ele entra em] [iv] os 15 momentos do caminho da visão. Isto é coletivamente dito estar “firmemente em pé".

### Etapas do caminho
Vaibhāṣika desenvolveu um esboço influente do caminho para o despertar, que mais tarde foi adaptado e modificado pelos estudiosos da tradição Maaiana no esquema dos "cinco caminhos" (pañcamārga): O esquema vaibáchica original é dividido em sete estágios de esforço preparatório (prayoga) e quatro estágios de frutos espirituais (phala):
Os Sete prayogas:
- Mokṣabhāgīya ("conduzindo à libertação") refere-se a meditações que são causas para libertação, principalmente calma e insight. Estes não são completamente separados e podem existir juntos no mesmo pensamento. Dizem também que constituem a sabedoria (prajñā) derivada do cultivo. Estas são descritas a seguir:
  - Práticas de Śamatha (meditação calmante), principalmente contemplação sobre o impuro (aśubha-bhāvanā) e atenção plena na respiração (ānāpānasmṛti), mas também inclui outras meditações, como bondade amorosa (maitrī).
  - Vipaśyana (meditação do insight), que consiste na aplicação quádrupla da atenção plena (smṛtyupasthānas) praticada uma de cada vez, contemplando como elas são impuras, insatisfatórias, impermanentes e sem um Eu.
  - Em um estágio mais avançado de vipaśyana, medita-se nos quatro smṛtyupasthānas ao mesmo tempo.
- Nirvedhabhāgīya ("conduzindo à penetração") refere-se às "quatro raízes hábeis" (kuśalamūla) do surgimento do conhecimento livre de efusão. Refere-se, portanto, àquilo que conduz à entrada na corrente, o primeiro nobre (ārya) estágio de liberação. Dizem que são a sabedoria derivada da reflexão. Cada um serve de causa para o próximo:
  - Uṣmagata (calor) é o surgimento inicial do "calor do nobre conhecimento capaz de queimar os combustíveis das impurezas" (MVŚ). Este é um estágio longo, em que gradualmente se acumula sabedoria através do estudo, contemplação e meditação sobre o Darma, especialmente os 16 aspectos das quatro nobres verdades. Neste ponto, ainda se pode retroceder.
  - Murdhan (cumes). Continua-se a contemplar os 16 modos das quatro nobres verdades, mas no mais alto nível de excelência, seu "cume" ou "pico". Neste ponto, ainda se pode retroceder.
  - Kṣānti (receptividade) é o estágio do mais alto nível de receptividade ou aceitação das quatro nobres verdades. A pessoa é tão receptiva a eles que não pode mais retroceder em aceitá-los. Existem várias receptividades cobrindo a esfera dos sentidos, bem como as esferas superiores da existência.
  - Laukikāgradharma (darmas mundanos supremos). Esses darmas contemplam a insatisfatoriedade da esfera da sensualidade e referem-se àqueles darmas que são uma condição para o surgimento do darśana-mārga (caminho da visão).

Os quatro phala:
Cada uma tem duas fases, a fase de candidatura e a fase de frutificação.
- Srotaāpatti (entrante-na-corrente).
  - O candidato ao fruto da entrada na corrente (srotaāpatti-phalapratipannaka), também conhecido como darśana-mārga (caminho da visão).
  - O "permanente no fruto da entrada na corrente" (srotaāpatti-phala-stha). Neste ponto, a pessoa entrou no bhāvanā-mārga (caminho do cultivo), onde gradualmente elimina todas as impurezas restantes.
- Sakṛdāgāmin (aquele que retornou uma vez), ambos os estágios se enquadram no bhāvanā-mārga.
- Anāgāmin (não-retornante), ambos os estágios também se enquadram no bhāvanā-mārga.
- Arhat. Seu estágio de candidatura faz parte do bhāvanā-mārga, mas o estágio phala é conhecido como aśaikṣa-mārga (caminho sem mais aprendizado).

Nos estágios de praioga, a contemplação das quatro nobres verdades era feita com conhecimento que é sem efusão (sāsrava). Imediatamente após o último estágio de praioga, a pessoa é capaz de acessar conhecimentos livres de efusão (anāsrava-jñāna), e deve aplicá-los às nobres verdades. Isso é conhecido como realização direta (abhisamaya), percepção espiritual direta das características intrínsecas e comuns das quatro verdades. Isso leva 16 momentos de pensamento. A compreensão das verdades é alcançada em dois momentos chamados "caminhos". Dhammajoti os explica da seguinte forma:
"No primeiro momento, chamado de caminho desimpedido (ānantarya-mārga), a compreensão livre de efusão que surge é chamada de receptividade (kṣānti) ao conhecimento, e com isso, as impurezas abandonáveis pela visão na verdade particular são abandonadas. No momento seguinte, chamado de caminho da liberação (vimukti-mārga), o conhecimento propriamente dito surge através da indução da qual surge a aquisição (prāpti) da cessação por deliberação (pratisaṃkhyā-nirodha) das impurezas. Desta forma, para todo o processo contemplativo abrangendo a esfera da sensualidade seguida pelas duas esferas superiores, surgem oito receptividades e oito conhecimentos, todos sendo prajñā em sua natureza intrínseca."
Desde o primeiro momento de insight, que é o primeiro momento de receptividade, diz-se que a pessoa é um ārya, um ser nobre. Isso ocorre porque o caminho livre de efusão surgiu neles e, portanto, eles não são mais um mundano comum (pṛthagjanatva). Além disso, de acordo com este sistema, quando se entra na entrada da corrente, não há retorno, não há retrocesso. Em relação ao estado de arhat, alguns arhats podem retroceder, principalmente aqueles que, devido às suas fracas faculdades, entraram no caminho como um "perseguidor pela fé" (śraddhānusārin). Aqueles que têm faculdades aguçadas e estudaram e compreenderam os ensinamentos (dharmānusārins) não são retrogressíveis, eles são 'aqueles libertos através da sabedoria' (prajñā-vimukta).

### Os três veículos e seres nobres
Os sarvastivadins vaibáchicas são conhecidos por terem empregado o esquema dos Três Veículos, que pode ser visto no Mahāvibhāṣā:
1. Śrāvakayāna – O veículo dos discípulos, que alcançam a realização de um Arhat.
2. Pratyekabuddhayāna – O veículo dos "Budas Solitários".
3. Bodhisattvayāna – O veículo dos seres que estão treinando para se tornar um buda totalmente iluminado (samyaksambuddha).

Os vaibáchicas sustentavam que, embora os arhats tenham sido totalmente liberados através da remoção de todas as impurezas, sua sabedoria (prajñā) não é totalmente aperfeiçoada e, portanto, inferior à sabedoria de um Buda. Além disso, os arhats têm traços sutis (vāsanā) que as impurezas deixaram para trás depois de terem sido abandonadas. Assim, para os vaibáchicas, diz-se que os arhats têm uma certa ignorância não contaminada (akliṣṭājñāna), que falta aos Budas. Além disso, um Buda tem onisciência (sarvajñā) e 'sabedoria de todos os modos' (sarva-ākāra-jñāna), ou seja, um conhecimento de todos os caminhos espirituais.
A inferioridade da realização do arhat pode ser vista em textos como o sarvastivada Nāgadatta Sūtra, que critica a visão Mahīśāsaka das mulheres em uma narrativa sobre uma bhikṣuṇī chamado Nāgadatta. Aqui, o demônio Māra assume a forma de seu pai e tenta convencê-la a trabalhar em direção ao estágio inferior de um arhat. Nāgadatta rejeita isso, dizendo: "A sabedoria de um Buda é como o espaço vazio dos dez quartos, que pode iluminar inúmeras pessoas. Mas a sabedoria de um Arhat é inferior."
No entanto, contra a visão docética dos Mahāsāṃghikas, os sarvastivadins viam o corpo físico do Buda (sânsc. rūpakāya) como impuro e impróprio para se refugiar, e, em vez disso, consideravam refugiar-se no Buda como sendo tomar refúgio no próprio bodhi (despertar) e também no Dharmakaya (corpo do ensinamento).

Os sarvastivadins também admitiram o caminho de um bodisatva como válido. Referências ao caminho do bodisatva e à prática das seis paramitas são comumente encontradas nas obras do Sarvastivada. O Mahāvibhāṣā dos vaibáchicas inclui um esquema de quatro pāramitās: generosidade (dāna), disciplina (śīla), energia (vīrya) e sabedoria (prajñā), e diz que os quatro pāramitās e seis pāramitās são essencialmente equivalentes (vendo paciência como uma espécie de disciplina e meditação como uma espécie de sabedoria intuitiva).